# Violette Wautier
Pour les articles homonymes, voir Wautier.
Violette Wautier (née le 10 octobre 1993 à Yokohama) est une chanteuse et actrice belgo-thaïlandaise. Elle fait ses débuts dans la chanson lors de la deuxième saison de l'adaptation thaïlandaise de The Voice. Elle devient actrice aussi immédiatement, elle remporte un Suphannahong Award de l'actrice dans un second rôle en 2016.

## Biographie
Violet naît au Japon d'une mère thaïlandaise et d'un père belge, avec un frère cadet nommé Kan.
Wautier apparaît pour la première fois dans la saison 2 du télé-crochet The Voice Thailand en 2013, où elle est éliminée de la première émission de la phase finale. Elle enregistre après des chansons pour plusieurs films et séries télévisées. Elle apparaît dans des productions du studio GTH/GDH, remportant le Suphannahong Award de la meilleure actrice dans un second rôle pour sa performance dans Freelance:Ham puay... Ham phak... Ham rak mor (en). Après plusieurs années avec Universal Music Thailand, elle choisit d'être une artiste indépendante et lance sa propre maison de disques en 2018.
En 2018, Wautier sort son premier single en anglais, Drive. Son deuxième single Smoke a le plus grand nombre de vues pour une chanson anglaise interprétée par un artiste thaïlandais sur YouTube avec plus de 60 millions de vues. Le single se classe également numéro un dans 8 pays, dont la Thaïlande, Singapour et la Malaisie. De retour chez Universal Music Thailand, elle sort en mars 2020 son troisième single Brassac, du nom de la commune tarnaise, inspirée d'une romance estivale éphémère dans une ambiance à la Call Me by Your Name. Le single I'd Do it Again est le premier single de son premier album entièrement anglais Glitter and Smoke, sorti le 19 juin 2020. Le disque, qui lui vaut une nomination aux MTV Europe Music Awards dans la catégorie Best Southeast Asian Act, est promu par une tournée en novembre et décembre 2020, puis arrêté en raison de la pandémie de COVID-19 qui touche le pays.

## Discographie
Albums
- 2020 : Glitter and Smoke
- 2022 : Your Girl

Singles
- 2018 : Drive
- 2019 : Smoke
- 2020 : Brassac
- 2020 : I'd Do It Again
- 2021 : กักตัว (Quarantine)
- 2022 : Warning

## Filmographie
- 2014 : Fak wai nai gai thoe
- 2015 : Freelance:Ham puay... Ham phak... Ham rak mor (en)
- 2016 : A Gift (en)
- 2017 : Die Tomorrow
- 2019 : Rak Mod Jai (série télévisée, 15 épisodes)
- 2021 : One for the Road (en)
- 2021 : Black out (série télévisée)
- 2022 : Visages d'Anne (Faces of Anne)[3], scénario de Kongdej Jaturanrasamee